# Wendy Wu: Homecoming Warrior
Wendy Wu: Homecoming Warrior är en spelfilm från 2006. Wendy Wu spelas av Brenda Song. Filmen är regisserad av John Laing och spelades in på Nya Zeeland.

## Handling
Wendy Wu är den populäraste tjejen på skolan och ser fram emot att bli skolans baldrottning (Homecoming Queen). En dag kommer en krigare från Kina (spelad av Shin Koyamada) till hennes skola och börjar förfölja henne. Han kommer på något konstigt sätt in i hennes hem och lämnar ett halsband på hennes rum. Hon lämnar tillbaka det och frågar vad han vill henne. Han berättar för henne att hon är en utvald krigare som ska besegra den onde.